# Municipio de Liberty (condado de Warren, Iowa)
El municipio de Liberty (en inglés: Liberty Township) es un municipio ubicado en el condado de Warren en el estado estadounidense de Iowa. En el año 2010 tenía una población de 486 habitantes y una densidad poblacional de 5,17 personas por km².

## Geografía
El municipio de Liberty se encuentra ubicado en las coordenadas 41°12′15″N 93°29′59″O / 41.20417, -93.49972. Según la Oficina del Censo de los Estados Unidos, el municipio tiene una superficie total de 94.02 km², de la cual 93,73 km² corresponden a tierra firme y (0,3 %) 0,28 km² es agua.

## Demografía
Según el censo de 2010, había 486 personas residiendo en el municipio de Liberty. La densidad de población era de 5,17 hab./km². De los 486 habitantes, el municipio de Liberty estaba compuesto por el 99,18 % blancos, el 0,41 % eran amerindios y el 0,41 % eran de una mezcla de razas. Del total de la población el 2,26 % eran hispanos o latinos de cualquier raza.